# Shahrestān di Semnan
Il shahrestān di Semnan (farsi شهرستان سمنان) è uno degli 8 shahrestān della provincia di Semnan, il capoluogo è Semnan ed è suddiviso in 2 circoscrizioni (bakhsh): 
- Centrale (بخش مرکزی)
- Sorkheh (بخش سرخه), con la città di Sorkheh.